# Malaventura
Malaventura es una película española de 1988, del género dramático, dirigida por Manuel Gutiérrez Aragón quien es autor también del guion junto con Luis Megino Grande, productor de la película. Fue rodada en Sevilla y la banda sonora estuvo a cargo del "cantaor" Juan Peña "El Lebrijano".
Su autor la definió como un moderno trasunto de Carmen. A diferencia de películas anteriores de Gutiérrez Aragón, fue tanto un fracaso de público como de crítica, y se usó como ejemplo para cuestionar la política oficial de subvenciones al cine español.

## Sinopsis
Manuel es un joven, hijo de buena familia y buen estudiante, que se siente especialmente triste por la desaparición de su amada Rocío. Para disminuir su mal, el joven Manuel finge tener dolor de muelas. En la consulta del dentista, observa cómo un joven arroja por la terraza a una chica. Impresionado por el crimen y envuelto en su tristeza, deambula melancólico por Sevilla hasta que por la noche conoce en un bar a John, el británico al que esa misma mañana vio cómo asesinaba a su mujer.

## Reparto
- Micky Molina -	Manuel
- Richard Lintern - John
- Icíar Bollaín -	Rocío
- José Luis Borau - Juez Alcántara
- Francisco Merino - Dentista
- Cristina Higueras - Madre de Manuel